# Greta Lang
Greta Sonja Lang (Djokjakarta, 9 december 1929 – Groningen, 4 augustus 2015) was een Nederlands pianodocent en uitvoerend musicus die vooral bekend werd door haar werk als begeleider en uitvoerder van kamermuziek, en door haar dubbeloptredens met haar echtgenoot.

## Jeugd en opleiding
Lang groeide op als enig kind van de architect Joseph Carel Christiaan Lang en Louise Eykelenboom. Haar vader was een bekend architect en bouwkundige in Malang die onder meer daar de Rooms-Katholieke kerk ontwierp. In de oorlog zat hij in het verzet tegen de Japanse bezetter en werd in 1942 door hen gevangengenomen en in 1943 geëxecuteerd. Hij staat daarom op de Erelijst van Gevallenen 1940-1945. Postuum kreeg hij in 1950 de Verzetsster Oost-Azië voor zijn verzetswerk. Met haar moeder emigreerde Lang na de oorlog naar Nederland.

## Nederland en Canada
In Nederland kreeg zij haar opleiding van Cornelius Berkhout aan het Conservatorium van Amsterdam. In 1954 overwoog cabaretier Kees Manders onder andere samen met haar een cabaretprogramma te starten, met de titel Kolderologica. Ze ging werken als docent aan het conservatorium en ontmoette daar Ben Smits, die daar eveneens als docent piano werkzaam was. De twee trouwden op 9 december. Met haar man woonde ze later in Canada waar ze drie zoons en een dochter kregen in Ottawa. De dochter, Pamela Smits, werd cellist.

## Curaçao
Als uitvoerend en begeleidend musicus ging ze op tournee en begeleidde onder meer de sopraan Klazina van der Vinne gedurende drie maanden tijdens meer dan honderd concerten in zalen en op scholen, alsmede de cellist Marijke Overberg en vormde ze tevens een pianoduo met haar man. De belangstelling voor de Antillen was niet zo vreemd; Ben Smits was enige tijd directeur van de muziekschool in Willemstad.
In het seizoen 1968/69 trad zij op in een concertserie op Aruba, Bonaire en Curaçao, waarbij zij samen met andere musici minder bekende kamermuziek speelde,  onder andere een concert voor twee piano's samen met haar echtgenoot en met het Curom Koor. Het was voor het eiland Bonaire waarschijnlijk de eerste keer dat op twee vleugels werd gespeeld, en een vleugel moest daar speciaal naartoe worden vervoerd. In 1969 en 1970 voerde ze samen met Ben Smits een concert voor twee piano's uit (oorspronkelijk voor klavecimbel) van J.S. Bach. Optredens werden ook uitgezonden door de radio.

## Nederland
Het echtpaar Smits-Lang verhuisde in 1971 naar Friesland, waar ze samen optraden in verschillende zalen, maar ook bij huiskamerconcerten. Lang gaf op latere leeftijd nog steeds pianoles aan muziekscholen. De optredens als duo samen met haar echtgenoot werden veelal goed ontvangen.